# (39300) Auyeungsungfan
2001 HM38 (asteroide 39300) é um asteroide da cintura principal. Possui uma excentricidade de 0.09070770 e uma inclinação de 6.06783º.
Este asteroide foi descoberto no dia 30 de abril de 2001 por William Kwong Yu Yeung em Desert Beaver.